# Coupe du monde de biathlon 2004-2005
Navigation
Édition précédente Édition suivante
La Coupe du monde 2004-2005 de biathlon comportait neuf étapes, en plus des Championnats du monde (ceux-ci rapportant également des points pour la Coupe du monde). Le championnat du monde de relais mixte, épreuve mixte de biathlon disputée pour la toute première fois, a terminé la saison en Russie. Ole Einar Bjørndalen remportait le classement général pour la troisième fois chez les hommes, tandis que Sandrine Bailly gagnait le globe de cristal chez les femmes.

## Classements

### Classement général
Le classement général prend en compte seulement les 24 meilleurs résultats de chaque biathlète sur les 27 épreuves.
| Rang | Nom                  | Points | Victoire(s) |
| ---- | -------------------- | ------ | ----------- |
| 1    | Ole Einar Bjørndalen | 923    | 12          |
| 2    | Sven Fischer         | 912    | 5           |
| 3    | Raphaël Poirée       | 869    | 3           |
| 4    | Sergueï Tchepikov    | 672    |             |
| 5    | Sergueï Rojkov       | 656    | 1           |
| 6    | Ricco Gross          | 645    |             |
| 7    | Vincent Defrasne     | 625    |             |
| 8    | Nikolay Kruglov      | 603    | 1           |
| 9    | Michael Greis        | 594    | 1           |
| 10   | Stian Eckhoff        | 579    | 1           |
| 11   | Halvard Hanevold     | 551    |             |
| 12   | Tomasz Sikora        | 508    |             |
| 13   | Egil Gjelland        | 507    | 1           |
| 14   | Carl-Johan Bergman   | 401    |             |
| 15   | Frode Andresen       | 365    |             |
| 16   | Ilmārs Bricis        | 319    |             |
| 17   | Lars Berger          | 298    |             |
| 18   | Ivan Tcherezov       | 284    |             |
| 19   | Wolfgang Rottmann    | 249    |             |
| 20   | Olexander Bilanenko  | 227    |             |

| Rang | Nom                     | Points | Victoire(s) |
| ---- | ----------------------- | ------ | ----------- |
| 1    | Sandrine Bailly         | 847    | 6           |
| 2    | Kati Wilhelm            | 833    | 3           |
| 3    | Olga Pyleva             | 830    | 2           |
| 4    | Olga Zaïtseva           | 752    | 3           |
| 5    | Uschi Disl              | 659    | 5           |
| 6    | Xianying Liu            | 627    |             |
| 7    | Olena Zubrilova         | 557    | 1           |
| 8    | Katrin Apel             | 523    | 1           |
| 9    | Linda Tjörhom           | 490    | 1           |
| 10   | Anna Carin Olofsson     | 474    |             |
| 11   | Martina Glagow          | 468    | 1           |
| 12   | Svetlana Ichmouratova   | 458    |             |
| 13   | Gro Istad-Krisiansen    | 454    | 1           |
| 14   | Andrea Henkel           | 431    |             |
| 15   | Anna Bogali             | 425    | 1           |
| 16   | Albina Akhatova         | 405    |             |
| 17   | Tora Berger             | 389    |             |
| 18   | Simone Denkinger        | 375    |             |
| 19   | Michela Ponza           | 372    |             |
| 20   | Florence Baverel-Robert | 366    |             |

### Coupe des Nations
Le classement de a coupe des nations prend en compte seulement les 12 meilleurs résultats de chaque nation sur les 14 épreuves (individuel et sprint).
| Rang | Nation      | Points |
| ---- | ----------- | ------ |
| 1    | Norvège     | 4889   |
| 2    | Allemagne   | 4746   |
| 3    | Russie      | 4632   |
| 4    | France      | 4435   |
| 5    | Autriche    | 4003   |
| 6    | Biélorussie | 3821   |
| 7    | Suède       | 3811   |
| 8    | Ukraine     | 3564   |
| 9    | Tchéquie    | 3553   |
| 10   | Pologne     | 3286   |

| Rang | Nation      | Points |
| ---- | ----------- | ------ |
| 1    | Russie      | 4910   |
| 2    | Allemagne   | 4815   |
| 3    | Norvège     | 4367   |
| 4    | France      | 4206   |
| 5    | Chine       | 4012   |
| 6    | Biélorussie | 3914   |
| 7    | Slovénie    | 3693   |
| 8    | Tchéquie    | 3602   |
| 9    | Bulgarie    | 3420   |
| 10   | Italie      | 3317   |

### Classement par discipline

#### Individuel
Le classement de l'individuel prend en compte seulement les 3 meilleurs résultats de chaque biathlète sur les 4 épreuves.
| Rang | Nom                                | Points |
| ---- | ---------------------------------- | ------ |
| 1    | Michael Greis Ole Einar Bjørndalen | 130    |
| 2    |                                    |        |
| 3    | Sergueï Tchepikov                  | 127    |
| 4    | Sven Fischer                       | 114    |
| 5    | Tomasz Sikora                      | 104    |

| Rang | Nom                   | Points |
| ---- | --------------------- | ------ |
| 1    | Olga Pyleva           | 123    |
| 2    | Martina Glagow        | 115    |
| 3    | Svetlana Ichmouratova | 104    |
| 4    | Sandrine Bailly       | 90     |
| 5    | Anna Carin Olofsson   | 89     |

#### Sprint
Le classement du sprint prend en compte seulement les 9 meilleurs résultats de chaque biathlète sur les 10 épreuves.
| Rang | Nom                  | Points |
| ---- | -------------------- | ------ |
| 1    | Ole Einar Bjørndalen | 330    |
| 2    | Sven Fischer         | 323    |
| 3    | Raphaël Poirée       | 277    |
| 4    | Sergueï Tchepikov    | 247    |
| 5    | Sergueï Rojkov       | 236    |

| Rang | Nom             | Points |
| ---- | --------------- | ------ |
| 1    | Kati Wilhelm    | 305    |
| 2    | Sandrine Bailly | 294    |
| 3    | Olga Zaïtseva   | 292    |
| 4    | Uschi Disl      | 282    |
| 5    | Olga Pyleva     | 266    |

#### Poursuite
Le classement de la poursuite prend en compte seulement les 8 meilleurs résultats de chaque biathlète sur les 9 épreuves.
| Rang | Nom                  | Points |
| ---- | -------------------- | ------ |
| 1    | Sven Fischer         | 326    |
| 2    | Ole Einar Bjørndalen | 317    |
| 3    | Raphaël Poirée       | 274    |
| 4    | Sergueï Rojkov       | 272    |
| 5    | Ricco Groß           | 250    |

| Rang | Nom             | Points |
| ---- | --------------- | ------ |
| 1    | Sandrine Bailly | 322    |
| 2    | Olga Pyleva     | 298    |
| 3    | Olga Zaïtseva   | 290    |
| 4    | Kati Wilhelm    | 281    |
| 5    | Uschi Disl      | 247    |

#### Départ Groupé
Le classement du départ groupé prend en compte seulement les 3 meilleurs résultats de chaque biathlète sur les 4 épreuves.
| Rang | Nom                                 | Points |
| ---- | ----------------------------------- | ------ |
| 1    | Raphaël Poirée Ole Einar Bjørndalen | 146    |
| 2    |                                     |        |
| 3    | Sven Fischer                        | 123    |
| 4    | Tomasz Sikora                       | 108    |
| 5    | Stian Eckhoff                       | 103    |

| Rang | Nom             | Points |
| ---- | --------------- | ------ |
| 1    | Olga Zaïtseva   | 136    |
| 2    | Olga Pyleva     | 129    |
| 3    | Kati Wilhelm    | 126    |
| 4    | Sandrine Bailly | 110    |
| 5    | Liu Xianying    | 94     |

#### Relais
Le classement du relais prend en compte seulement les 4 meilleurs résultats de chaque nation sur les 5 épreuves.
| Rang | Nation    | Points |
| ---- | --------- | ------ |
| 1    | Norvège   | 200    |
| 2    | Allemagne | 181    |
| 3    | Russie    | 178    |
| 4    | Autriche  | 155    |
| 5    | France    | 151    |

| Rang | Nation      | Points |
| ---- | ----------- | ------ |
| 1    | Russie      | 200    |
| 2    | Allemagne   | 188    |
| 3    | Norvège     | 163    |
| 4    | France      | 159    |
| 5    | Biélorussie | 150    |

## Calendrier et podiums

### Femmes
| 1. Beitostølen (2 décembre 2004 - 5 décembre 2004) |                   |                                                                     |                                                                    |                                                                                        |
| Date                                               | Épreuve           | Vainqueur                                                           | Seconde                                                            | Troisième                                                                              |
| 2/12/2004                                          | Sprint (7,5 km)   | Uschi Disl                                                          | Andrea Henkel                                                      | Albina Akhatova                                                                        |
| 4/12/2004                                          | Poursuite (10 km) | Uschi Disl                                                          | Olga Pyleva                                                        | Martina Glagow                                                                         |
| 5/12/2004                                          | Relais (4 × 6 km) | Russie- Albina Akhatova - Olga Pyleva - Anna Bogali - Olga Zaïtseva | Allemagne- Uschi Disl - Katja Beer - Kati Wilhelm - Martina Glagow | France- Delphyne Peretto - Christelle Gros - Florence Baverel-Robert - Sandrine Bailly |

| 2. Oslo Holmenkollen (9 décembre 2004 - 12 décembre 2004) |                    |                 |                       |                          |
| Date                                                      | Épreuve            | Vainqueur       | Seconde               | Troisième                |
| 9/12/2004                                                 | Individuel (15 km) | Martina Glagow  | Svetlana Ichmouratova | Magdalena Gwizdoń        |
| 11/12/2004                                                | Sprint (7,5 km)    | Olga Zaïtseva   | Olga Pyleva           | Tadeja Brankovič-Likozar |
| 12/12/2004                                                | Poursuite (10 km)  | Sandrine Bailly | Olga Zaïtseva         | Olena Zubrilova          |

| 3. Östersund (15 décembre 2004 - 19 décembre 2004) |                         |                  |                 |                          |
| Date                                               | Épreuve                 | Vainqueur        | Seconde         | Troisième                |
| 16/12/2004                                         | Sprint (7,5 km)         | Sandrine Bailly  | Olga Zaïtseva   | Tadeja Brankovič-Likozar |
| 18/12/2004                                         | Poursuite (10 km)       | Olga Zaïtseva    | Sandrine Bailly | Olga Pyleva              |
| 19/12/2004                                         | Départ Groupé (12,5 km) | Liv Grete Poirée | Olga Zaïtseva   | Linda Grubben            |

| 4. Oberhof (6 janvier 2005 - 9 janvier 2005) |                   |                                                                    |                                                                               |                                                                                       |
| Date                                         | Épreuve           | Vainqueur                                                          | Seconde                                                                       | Troisième                                                                             |
| 6/01/2005                                    | Relais (4 × 6 km) | Allemagne- Uschi Disl - Katrin Apel - Andrea Henkel - Kati Wilhelm | Russie- Olga Pyleva - Joulia Makarova - Svetlana Ichmouratova - Olga Zaïtseva | Slovénie- Andreja Koblar - Teja Gregorin - Dijana Ravnikar - Tadeja Brankovič-Likozar |
| 8/01/2005                                    | Sprint (7,5 km)   | Linda Grubben                                                      | Uschi Disl                                                                    | Kati Wilhelm                                                                          |
| 9/01/2005                                    | Poursuite (10 km) | Uschi Disl                                                         | Kati Wilhelm                                                                  | Linda Grubben                                                                         |

| 5. Ruhpolding (12 janvier 2005 - 16 janvier 2005) |                   |                                                                           |                                                                     |                                                                                 |
| Date                                              | Épreuve           | Vainqueur                                                                 | Seconde                                                             | Troisième                                                                       |
| 12/01/2005                                        | Relais (4 × 6 km) | Russie- Olga Pyleva - Anna Bogali - Svetlana Ichmouratova - Olga Zaïtseva | Allemagne- Uschi Disl - Katrin Apel - Martina Glagow - Kati Wilhelm | Norvège- Linda Grubben - Tora Berger - Gro Istad-Kristiansen - Liv Grete Poirée |
| 14/01/2005                                        | Sprint (7,5 km)   | Svetlana Tchernousova Olga Pyleva                                         |                                                                     | Martina Glagow                                                                  |
| 16/01/2005                                        | Poursuite (10 km) | Olga Pyleva                                                               | Liu Xianying                                                        | Linda Grubben                                                                   |

| 6. Antholz Anterselva (19 janvier 2005 - 23 janvier 2005) |                    |                 |                     |                  |
| Date                                                      | Épreuve            | Vainqueur       | Seconde             | Troisième        |
| 20/01/2005                                                | Individuel (15 km) | Olena Zubrilova | Anna Carin Olofsson | Olga Pyleva      |
| 22/01/2005                                                | Sprint (7,5 km)    | Kati Wilhelm    | Tora Berger         | Linda Grubben    |
| 23/01/2005                                                | Poursuite (10 km)  | Sandrine Bailly | Tora Berger         | Simone Denkinger |

| 7. Cesana - San Sicario (9 février 2005 - 13 février 2005) |                    |                                                                           |                                                                                    |                                                                                       |
| Date                                                       | Épreuve            | Vainqueur                                                                 | Seconde                                                                            | Troisième                                                                             |
| 10/02/2005                                                 | Individuel (15 km) | Anna Bogali                                                               | Olga Pyleva                                                                        | Kati Wilhelm                                                                          |
| 12/02/2005                                                 | Sprint (7,5 km)    | Kati Wilhelm                                                              | Magdalena Gwizdoń                                                                  | Liu Xianying                                                                          |
| 13/02/2005                                                 | Relais (4 × 6 km)  | Russie- Olga Pyleva - Svetlana Ichmouratova - Anna Bogali - Olga Zaïtseva | France- Delphyne Peretto - Christelle Gros - Anne-Laure Mignerey - Sandrine Bailly | Biélorussie- Ekaterina Vinogradova - Olga Nazarova - Ludmila Ananko - Olena Zubrilova |

| 8. Pokljuka (16 février 2005 - 20 février 2005) |                         |                 |               |                       |
| Date                                            | Épreuve                 | Vainqueur       | Seconde       | Troisième             |
| 17/02/2005                                      | Sprint (7,5 km)         | Sandrine Bailly | Kong Yingchao | Gro Istad-Kristiansen |
| 19/02/2005                                      | Poursuite (10 km)       | Sandrine Bailly | Kong Yingchao | Olga Pyleva           |
| 20/02/2005                                      | Départ Groupé (12,5 km) | Sandrine Bailly | Olga Pyleva   | Kati Wilhelm          |

|                                                                      |                         |                                                                           |                                                                    |                                                                                       |
| Championnats du monde 2005 à Hochfilzen (5 mars 2005 - 13 mars 2005) |                         |                                                                           |                                                                    |                                                                                       |
| Date                                                                 | Épreuve                 | Vainqueur                                                                 | Seconde                                                            | Troisième                                                                             |
| 5/03/2005                                                            | Sprint (7,5 km)         | Uschi Disl                                                                | Olga Zaïtseva                                                      | Olena Zubrilova                                                                       |
| 6/03/2005                                                            | Poursuite (10 km)       | Uschi Disl                                                                | Liu Xianying                                                       | Olga Zaïtseva                                                                         |
| 8/03/2005                                                            | Individuel (15 km)      | Andrea Henkel                                                             | Sun Ribo                                                           | Linda Grubben                                                                         |
| 11/03/2005                                                           | Relais (4 × 6 km)       | Russie- Olga Pyleva - Svetlana Ichmouratova - Anna Bogali - Olga Zaïtseva | Allemagne- Uschi Disl - Katrin Apel - Andrea Henkel - Kati Wilhelm | Biélorussie- Ekaterina Vinogradova - Olga Nazarova - Ludmila Ananko - Olena Zubrilova |
| 13/03/2005                                                           | Départ Groupé (12,5 km) | Gro Istad-Kristiansen                                                     | Anna Carin Olofsson                                                | Olga Pyleva                                                                           |
|                                                                      |                         |                                                                           |                                                                    |                                                                                       |

| 9. Khanty-Mansiïsk (16 mars 2005 - 19 mars 2005) |                         |               |                       |                  |
| Date                                             | Épreuve                 | Vainqueur     | Seconde               | Troisième        |
| 16/03/2005                                       | Sprint (7,5 km)         | Katrin Apel   | Svetlana Ichmouratova | Simone Denkinger |
| 17/03/2005                                       | Poursuite (10 km)       | Kati Wilhelm  | Sandrine Bailly       | Olga Zaïtseva    |
| 19/03/2005                                       | Départ Groupé (12,5 km) | Olga Zaïtseva | Kati Wilhelm          | Anna Bogali      |

### Hommes
| 1. Beitostølen (2 décembre 2004 - 5 décembre 2004) |                     |                                                                                  |                                                                          |                                                                               |
| Date                                               | Épreuve             | Vainqueur                                                                        | Seconde                                                                  | Troisième                                                                     |
| 2/12/2004                                          | Sprint (10 km)      | Ole Einar Bjørndalen                                                             | Nikolay Kruglov                                                          | Raphaël Poirée                                                                |
| 4/12/2004                                          | Poursuite (12,5 km) | Sven Fischer                                                                     | Nikolay Kruglov                                                          | Sergueï Rojkov                                                                |
| 5/12/2004                                          | Relais (4 × 7,5 km) | Norvège- Halvard Hanevold - Stian Eckhoff - Egil Gjelland - Ole Einar Bjørndalen | Allemagne- Peter Sendel - Andreas Birnbacher - Ricco Groß - Sven Fischer | Russie- Filipp Shulman - Nikolay Kruglov - Sergueï Tchepikov - Sergueï Rojkov |

| 2. Oslo Holmenkollen (9 décembre 2004 - 12 décembre 2004) |                     |                      |                      |                      |
| Date                                                      | Épreuve             | Vainqueur            | Seconde              | Troisième            |
| 9/12/2004                                                 | Individuel (20 km)  | Sven Fischer         | Ole Einar Bjørndalen | Tomasz Sikora        |
| 11/12/2004                                                | Sprint (10 km)      | Ole Einar Bjørndalen | Raphaël Poirée       | Halvard Hanevold     |
| 12/12/2004                                                | Poursuite (12,5 km) | Sven Fischer         | Raphaël Poirée       | Ole Einar Bjørndalen |

| 3. Östersund (15 décembre 2004 - 19 décembre 2004) |                       |                |                |                |
| Date                                               | Épreuve               | Vainqueur      | Seconde        | Troisième      |
| 15/12/2004                                         | Sprint (10 km)        | Stian Eckhoff  | Frode Andresen | Sergueï Rojkov |
| 17/12/2004                                         | Poursuite (12,5 km)   | Egil Gjelland  | Sergueï Rojkov | Raphaël Poirée |
| 19/12/2004                                         | Départ Groupé (15 km) | Raphaël Poirée | Sergueï Rojkov | Ivan Tcherezov |

| 4. Oberhof (6 janvier 2005 - 9 janvier 2005) |                     |                                                                          |                                                                    |                                                                              |
| Date                                         | Épreuve             | Vainqueur                                                                | Seconde                                                            | Troisième                                                                    |
| 6/01/2005                                    | Relais (4 × 7,5 km) | Suède- David Ekholm - Björn Ferry - Mattias Nilsson - Carl-Johan Bergman | Allemagne- Daniel Graf - Ricco Groß - Sven Fischer - Michael Greis | Russie- Sergueï Rojkov - Pavel Rostovtsev - Nikolay Kruglov - Ivan Tcherezov |
| 7/01/2005                                    | Sprint (10 km)      | Sven Fischer                                                             | Frode Andresen                                                     | Egil Gjelland                                                                |
| 9/01/2005                                    | Poursuite (12,5 km) | Raphaël Poirée                                                           | Sven Fischer                                                       | Alexander Wolf                                                               |

| 5. Ruhpolding (12 janvier 2005 - 16 janvier 2005) |                     |                                                                                  |                                                                       |                                                                                   |
| Date                                              | Épreuve             | Vainqueur                                                                        | Seconde                                                               | Troisième                                                                         |
| 13/01/2005                                        | Relais (4 × 7,5 km) | Norvège- Egil Gjelland - Stian Eckhoff - Halvard Hanevold - Ole Einar Bjørndalen | Allemagne- Alexander Wolf - Ricco Groß - Sven Fischer - Michael Greis | Autriche- Christoph Sumann - Wolfgang Perner - Wolfgang Rottmann - Ludwig Gredler |
| 15/01/2005                                        | Sprint (10 km)      | Ole Einar Bjørndalen                                                             | Raphaël Poirée                                                        | René-Laurent Vuillermoz                                                           |
| 16/01/2005                                        | Poursuite (12,5 km) | Ole Einar Bjørndalen                                                             | Lars Berger                                                           | Ricco Groß                                                                        |

| 6. Antholz Anterselva (19 janvier 2005 - 23 janvier 2005) |                     |                      |                   |                  |
| Date                                                      | Épreuve             | Vainqueur            | Seconde           | Troisième        |
| 19/01/2005                                                | Individuel (20 km)  | Ole Einar Bjørndalen | Zhang Chenye      | Nikolay Kruglov  |
| 21/01/2005                                                | Sprint (10 km)      | Ole Einar Bjørndalen | Frode Andresen    | Sven Fischer     |
| 23/01/2005                                                | Poursuite (12,5 km) | Ole Einar Bjørndalen | Sergueï Tchepikov | Halvard Hanevold |

| 7. Cesana - San Sicario (9 février 2005 - 13 février 2005) |                     |                                                                            |                                                                               |                                                                             |
| Date                                                       | Épreuve             | Vainqueur                                                                  | Seconde                                                                       | Troisième                                                                   |
| 9/02/2005                                                  | Individuel (20 km)  | Michael Greis                                                              | Sergueï Tchepikov                                                             | Sergueï Rojkov                                                              |
| 11/02/2005                                                 | Sprint (10 km)      | Sergueï Rojkov                                                             | Björn Ferry                                                                   | Alexandre Syman                                                             |
| 13/02/2005                                                 | Relais (4 × 7,5 km) | Norvège- Frode Andresen - Egil Gjelland - Stian Eckhoff - Halvard Hanevold | Russie- Ivan Tcherezov - Nikolay Kruglov - Sergueï Tchepikov - Sergueï Rojkov | Allemagne- Daniel Graf - Andreas Birnbacher - Sven Fischer - Alexander Wolf |

| 8. Pokljuka (16 février 2005 - 20 février 2005) |                       |                      |                |                    |
| Date                                            | Épreuve               | Vainqueur            | Seconde        | Troisième          |
| 16/02/2005                                      | Sprint (10 km)        | Alexandre Syman      | Sergueï Rojkov | Andreas Birnbacher |
| 18/02/2005                                      | Poursuite (12,5 km)   | Nikolay Kruglov      | Sergueï Rojkov | Andreas Birnbacher |
| 20/02/2005                                      | Départ Groupé (15 km) | Ole Einar Bjørndalen | Raphaël Poirée | Stian Eckhoff      |

|                                                                      |                       |                                                                                  |                                                                                 |                                                                                       |
| Championnats du monde 2005 à Hochfilzen (5 mars 2005 - 13 mars 2005) |                       |                                                                                  |                                                                                 |                                                                                       |
| Date                                                                 | Épreuve               | Vainqueur                                                                        | Seconde                                                                         | Troisième                                                                             |
| 5/03/2005                                                            | Sprint (10 km)        | Ole Einar Bjørndalen                                                             | Sven Fischer                                                                    | Ilmārs Bricis                                                                         |
| 6/03/2005                                                            | Poursuite (12,5 km)   | Ole Einar Bjørndalen                                                             | Sergueï Tchepikov                                                               | Sven Fischer                                                                          |
| 9/03/2005                                                            | Individuel (20 km)    | Roman Dostal                                                                     | Michael Greis                                                                   | Ricco Groß                                                                            |
| 12/03/2005                                                           | Relais (4 × 7,5 km)   | Norvège- Halvard Hanevold - Stian Eckhoff - Egil Gjelland - Ole Einar Bjørndalen | Russie- Sergueï Rojkov - Nikolay Kruglov - Pavel Rostovtsev - Sergueï Tchepikov | Autriche- Daniel Mesotitsch - Friedrich Pinter - Wolfgang Rottmann - Christoph Sumann |
| 13/03/2005                                                           | Départ Groupé (15 km) | Ole Einar Bjørndalen                                                             | Sven Fischer                                                                    | Raphaël Poirée                                                                        |
|                                                                      |                       |                                                                                  |                                                                                 |                                                                                       |

| 9. Khanty-Mansiïsk (16 mars 2005 - 19 mars 2005) |                       |                      |                      |                  |
| Date                                             | Épreuve               | Vainqueur            | Seconde              | Troisième        |
| 16/03/2005                                       | Sprint (10 km)        | Sven Fischer         | Aleh Ryjankow        | Halvard Hanevold |
| 17/03/2005                                       | Poursuite (12,5 km)   | Ole Einar Bjørndalen | Andriy Deryzemlya    | Tomasz Sikora    |
| 19/03/2005                                       | Départ Groupé (15 km) | Raphaël Poirée       | Ole Einar Bjørndalen | Sergueï Rojkov   |

### Mixte
|                                                                            |                   |                                                                                    |                                                                              |                                                                      |
| Championnat du monde 2005 de relais mixte à Khanty-Mansiïsk (20 mars 2005) |                   |                                                                                    |                                                                              |                                                                      |
| Date                                                                       | Épreuve           | Vainqueur                                                                          | Second                                                                       | Troisième                                                            |
| 20/03/2005                                                                 | Relais (4 × 6 km) | Russie I - Olga Pyleva - Svetlana Ichmouratova - Ivan Tcherezov - Nikolaï Krouglov | Russie II - Anna Bogali - Olga Zaïtseva - Sergueï Tchepikov - Sergueï Rojkov | Allemagne I - Uschi Disl - Kati Wilhelm - Michael Greis - Ricco Groß |
|                                                                            |                   |                                                                                    |                                                                              |                                                                      |